# 10,000 Days (альбом Tool)
10,000 Days — четвертий студійний музичний альбом американського рок-гурту Tool. 

## Список пісень
Усі треки написані Денні Кері, Джастін Чанселлор, Мейнард Джеймс Кінен і Адам Джонс.
| #     | Назва                        | Тривалість |
| ----- | ---------------------------- | ---------- |
| 1.    | «Vicarious»                  | 7:07       |
| 2.    | «Jambi»                      | 7:27       |
| 3.    | «Wings for Marie (Part 1)»   | 6:11       |
| 4.    | «10,000 Days (Wings Part 2)» | 11:13      |
| 5.    | «The Pot»                    | 6:21       |
| 6.    | «Lipan Conjuring»            | 1:11       |
| 7.    | «Lost Keys (Blame Hofmann)»  | 3:46       |
| 8.    | «Rosetta Stoned»             | 11:11      |
| 9.    | «Intension»                  | 7:21       |
| 10.   | «Right in Two»               | 8:55       |
| 11.   | «Viginti Tres»               | 5:02       |
| 75:50 |                              |            |

## Сертифікації
| Регіон | Сертифікація  | Продажі   |
| --- | ------------- | --------- |
| Австралія (ARIA) | Платиновий    | 70 000^   |
| Канада (Music Canada) | Платиновий    | 100 000^  |
| Бельгія (BEA) | Золотий       | 25 000*   |
| Німеччина (BVMI) | Золотий       | 100 000   |
| Ірландія (IRMA) | Золотий       | 7500^     |
| Нова Зеландія (RIANZ) | 2× Платиновий | 30 000^   |
| Польща (ZPAV) | Золотий       | 10 000*   |
| Велика Британія (BPI) | Золотий       | 100 000   |
| США (RIAA) | 2× Платиновий | 1,736,000 |
| *продажі, що базуються лише на сертифікаціях · ^відвантаження, що базуються лише на сертифікаціях · продажі+прослуховування, що базуються лише на сертифікаціях |               |           |